# Fairchild C-82 Packet
C-82 Packet je bilo dvomotorno twin-boom propelersko transportno letalo, ki ga je zasnoval Fairchild Aircraft v obdobju druge svetovne vojne. C-82 je bil zasnovan kot naslednik letal Curtiss C-46 Commando in Douglas C-47 Skytrain. Prvič je poletel 10. septembra 1944. Letalo so proizvajali v Fairchildovi tovarni v Hagerstownu (Maryland), ZDA.
Sprva naj bi v konstrukciji uporabili poceni materiale, kot so vezan les in jeklo, vendar so se pozneje odločil za povsem kovinsko letalo. Letalo je sprva imelo težave zaradi premajhne moči motorjev in prešibke strukture. Zato so hitro razvili izboljšano verzijo XC-82B.

## Specifikacije (C-82A)
Podatki iz United States Military Aircraft since 1909; Swanborough and Bowers (1963), str. 265.
Splošne karakteristike
- Posadka: 3
- Število sedežev: 42 vojakov ali 34 n osil
- Dolžina: 77 ft 1 in (23,50 m)
- Razpon kril: 106 ft 5½ in (32,46 m)
- Višina: 26 ft 4 in (8,03 m)
- Površina kril: 1400 ft² (130,1 m²)
- Teža praznega letala: 32500 lb (14773 kg)
- Maks. vzletna teža: 54000 lb (24545 kg)
- Pogon letala: 2 ×  radialni motor Pratt & Whitney R-2800-85, 2100 KM (1567 kW)  vsak

 Zmogljivost 
- Maks. hitrost: 248 mph (216 vozlov, 399 km/h) na 17500 ft (5300 m)
- Potovalna hitrost: 218 mph (190 vozlov, 351 km/h) na 10000 ft (3050 m)
- Doseg: 3875 milj (3370 nmi, 6239 km)
- Višina leta: 21200 ft (6460 m)
- Hitrost vzpenjanja: 950 ft/min (4,8 m/s)
- Obremenitev kril: 30 lb/ft² (146 kg/m²)
- Razmerje moč/teža: 0,10 KM/lb (0,16 kW/kg)